# André Velghe
André Pierre Velghe (Oostrozebeke, 28 juni 1919 - Harelbeke (Stasegem), 6 februari 1996) was een Vlaams onderwijzer, dichter en regisseur.

## Levensloop
André Velghe was een zoon van Cyriel Velghe en Marcella Verbrugge. Hij trouwde met Madeleine Verfaillie (1923-1987). Hij studeerde aan het Scheppers Instituut in Alsemberg en werd onderwijzer in Harelbeke.
Na een paar dichtbundels te hebben gepubliceerd, legde hij zich enerzijds toe op jeugdromans, anderzijds op toneelwerk, waarbij hij de door hem geschreven werken ook zelf regisseerde.
Vanaf 1980 was hij organisator en bezieler van de de poëziewedstrijd 'Dag van het Woord' in Harelbeke. 

## Publicaties
- Absorptie of Job, poëzie, 1970.
- In een huid leven, poëzie, 1971.
- Sneeuwpoppenland, jeugdroman, 1972.
- rennen over angststenen, toneelstuk, 1972.
- De kreeft, toneelstuk, 1979.
- De vogels sterven niet, toneelstuk, 1981.
- Wij simpele brave mensen, toneelstuk, 1982.
- Dagboek zonder data, jeugdroman, 1984.

## Prijzen
- 1970: Provinciale prijs voor Sneeuwpoppenland.
- 1971: Provinciaal laureaat voor Angststenen.
- 1984: de John Flandersprijs voor Dagboek zonder data.